# Obszar ochrony ścisłej Żarnowskie Lęgi
Żarnowskie Lęgi – obszar ochrony ścisłej o powierzchni 82,47 ha (według innych danych ok. 522 ha), znajdujący się na obszarze Słowińskiego Parku Narodowego na półwyspie na południowo-wschodnim brzegu jeziora Łebsko (i częściowo na terenie jeziora). Ochronie podlegają miejsca lęgowe i żerowiska kaczek, mew i ptaków drapieżnych. Najbliższą miejscowością są Żarnowska, położone przy wschodniej granicy obszaru, zaś na zachód od niego leży obszar ochrony ścisłej Gackie Lęgi.